# Survael
Survael es un grupo de metal extremo procedente de España. Survael emplea melodías y potentes riffs de guitarra, apostando por las voces rasgadas intercaladas con guturales y voces limpias. La banda emplea recursos del Black Metal, Power Metal y Death Metal para conseguir crear y mantener una esencia épica en sus canciones, por eso se definen como Epic Metal. La lírica de las canciones trata sobre temas como la naturaleza, literatura y mitología, así como la historia y folclore de la península ibérica.

## Historia
En el año 2009, Álex González decide unir en una única banda los dos proyectos en que militaba, dando como resultado Survael, una banda que surge teniendo como concepto el realizar metal de atmósfera épica y de corte europeo. Comienzan los conciertos y graban una primera demo.
En abril de 2012 ve la luz su primer álbum “War of the Wild”. 
En el 2013 Survael telonea por primera vez a un grupo internacional, Manegarm (Swe), que le abre las puertas para darse a conocer a nivel nacional consiguiendo Giras dentro de la península junto a Negura Bunget (Rou), Thyrfing (Swe), Kampfar (Nor) y participar en varios festivales.
En octubre del 2016 se publica su primer disco, "Savage Tales", en el que la banda marca ya un estilo musical más personal buscando melodías y ritmos más extremos y oscuros. Tras el lanzamiento de este disco inician su primera gira española en solitario, recorriendo gran parte de la península ibérica.

## Miembros
- Álex González, guitarra y coros.
- José Arenas, batería y coros.
- Miguel Jareño, voz (previamente bajo desde 2009 a 2016).
- David Arenas, guitarra y coros. (desde 2010).
- Joaquín Bermúdez, bajo y coros. (desde 2016).

### Miembros pasados
- Cristina Villanueva, teclados (desde 2009 hasta 2010).
- Mario Guijarro, guitarra (desde 2009 hasta 2010).
- Marco Anson, voz. (2009 al 2016).

## Discografía
- Demo - 2009
- War Of The Wild (EP) - 2012
- Savage Tales (Álbum) - 2016